# Burroughs

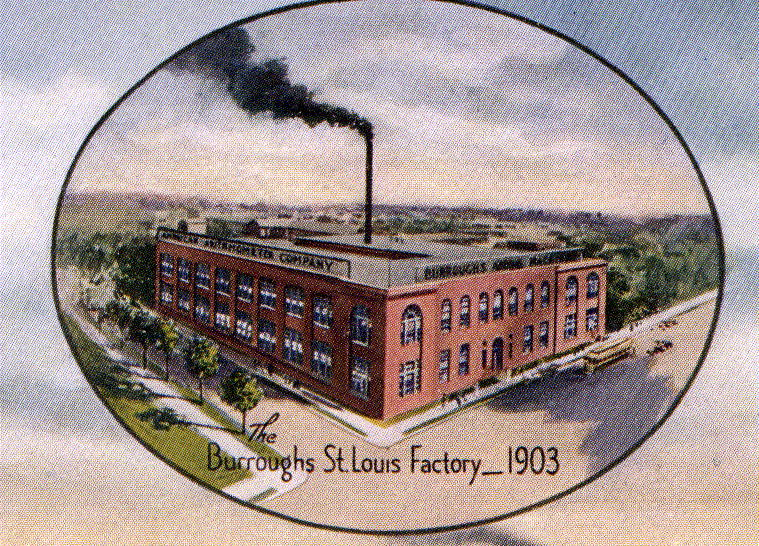
Fabryka Burroughs (wówczas American Arithmometer Company) w Saint Louis na ilustracji z 1903 roku

Burroughs – amerykańskie przedsiębiorstwo informatyczne z  wczesnego okresu umaszynowienia przetwarzania informacji.

## Historia
Spółka powstała w 1886 r. pod nazwą American Arithmometer Company i zajmowała się produkcją oraz sprzedażą pierwszych udanych rynkowo maszyn liczących, których wynalazcą był William Seward Burroughs. W 1905, dla jego uhonorowania, została przemianowana na Burroughs Adding Machine Company, a w 1911 wprowadziła na rynek pierwszą maszynę do dodawania i odejmowania. W 1923 Burroughs opracowała maszynę do księgowania z bezpośrednim mnożeniem, w 1925 opracowała pierwsze przenośne (ważące ok. 20 funtów ≈ 9 kg) maszyny do dodawania, co znacznie spopularyzowało obliczenia maszynowe – do 1928 sprzedano około miliona tych urządzeń. W roku 1953 firma zmieniła nazwę na Burroughs Corporation zaczynając produkować komputery, głównie dla banków. Burroughs wprowadziła też w 1953 r. pierwszą 10-klawiszową maszynę do dodawania, a w 1959 r. opracowała technikę rozpoznawania znaków.
W 1961 r. pojawił się pierwszy dwuprocesorowy komputer z pamięcią wirtualną – Burroughs B5000 Series przeznaczony specjalnie do programowania w języku Algol, z systemem operacyjnym MCP (Master Control Program). Pewne zastosowane w nim rozwiązania o dekadę wyprzedziły maszyny z systemem Unix. Z kolei w 1981 r. ukazała się A Series.
W 1986, po stu latach istnienia, Burroughs połączyła się z przedsiębiorstwem Sperry Corporation, tworząc Unisys Corporation.

## Powrót marki Burroughs

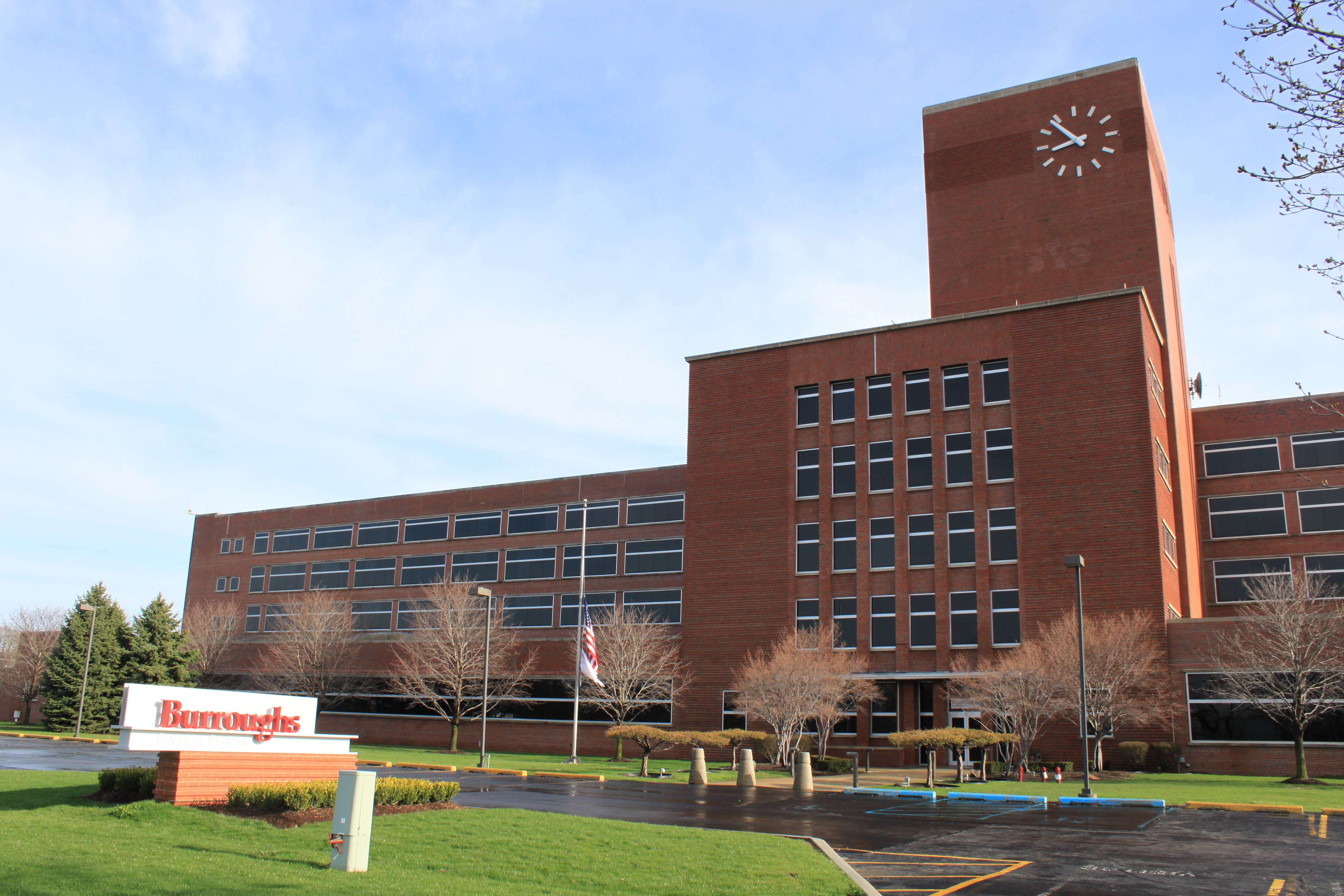
Burroughs Payment Systems w Plymouth, Michigan, 2011